# Мария Славова
Мария Гавраилова Славова е български юрист, професор по административно право и процес в СУ.

## Биография
Мария Славова е родена на 14 септември 1953 г. в гр. Пловдив в семейство на учители. Завършва Английската гимназия в града през 1972 г. През 1976 г. завършва Юридическия факултет на СУ „Св. Климент Охридски“. Редовен аспирант в Института по науки за държавата и правото при БАН през 1980 – 1985 г. Доктор е на юридическите науки от 1985 г. Старши асистент в СУ от 1986 г. През 1989 – 1990 г. специализира в Оксфорд, Великобритания. От 1990 г. е доцент. От същата година е експерт към Постоянната Комисия по правата на човека в VII ВНС. Член на Съюза на учените в България от 1990 г. От 1991 до 1993 г. е юридически съветник в Правния отдел на Министерския съвет. В този период е избрана за първия национален представител на България в ОИСР със седалище в Париж, Франция. През 1993 специализира по програмата „Побратимени университети“ в САЩ. През 1997 г. специализира защита на правата на човека в Университета в Бирмингам, Великобритания. От 1998 г. е експерт по евроинтеграция към Министерство на правосъдието. През 1996 – 2001 е правен експерт към Столичния общински съвет. През 1999 – 2001 г. е лектор по публична администрация в Института по европейски изследвания към Министерство на външните работи. Главен експерт на Комисията по въпроси на гражданското общество на XXXIX народно събрание. От 2014 г. е професор в СУ.
Автор е на статии, научни публикации, учебни помагала и др. в областта на административното право. От 2017 г. издава списание „Правен преглед“.
По време на кариерата си освен в Софийския университет, чете лекции и в УНСС, Пловдивски университет, Югозападен университет, Нов български университет, Бургаски свободен университет, Варненски свободен университет, Технически университет и др.